# Saxifraga biternata
Saxifraga biternata är en stenbräckeväxtart som beskrevs av Pierre Edmond Boissier. Saxifraga biternata ingår i Bräckesläktet som ingår i familjen stenbräckeväxter. Inga underarter finns listade i Catalogue of Life.